# Edelgasconfiguratie
Een edelgasconfiguratie is een toestand van de elektronenconfiguratie van een atoom of een ion, waarbij de elektronen in de buitenste elektronenschil de configuratie van de elektronen van een edelgas hebben. 
De edelgasconfiguratie komt niet overeen met een lege, maar een volle valentieschil en wordt daarom ook open-schil-configuratie genoemd. De open-schil-configuratie is een energetisch gunstige configuratie, die ook nagestreefd wordt door atomen in hun verbindingen. Dat is de grond voor de octetregel en de 18-elektronenregel met betrekking tot het aantal valentie-elektronen van de atomen in hun verbindingen.

## Octetregel
In de eerste periode van het periodiek systeem met als valentieschil 1s (de K-schil) is de edelgasconfiguratie die van helium, 1s2. Waterstof kan door de opname van een elektron tot hydride-ion gevormd worden of door het aangaan van een covalente binding deze configuratie bereiken. 
In de tweede periode met 2s2p als valentieschil (de L-schil) kunnen de eerste drie elementen, lithium, beryllium en boor, door oxidatie tot hun respectieve kationen de configuratie 1s22s02p0 aannemen, de valentieschil is dan leeg en de edelgasconfiguratie van helium 1s2 is daarmee bereikt. Voor de andere elementen van de tweede periode is het aantrekkelijker hun valentieschil op te vullen tot de edelgasconfiguratie van neon 1s22s22p6. De 2s2p valentieschil is dan gevuld met 8 elektronen. Dit is de basis voor de zogenaamde octetregel.
In de 3s3p3d schil (de M-schil) behoren de d-orbitalen nog niet tot de valentieschil van de elementen uit de derde periode en de derde periode heeft als valentieschil 3s3p. Deze kan leeg zijn, dan is weer de configuratie 1s22s22p6 van neon bereikt; of gevuld zijn, dan is de edelgasconfiguratie van argon 1s22s22p63s23p6 bereikt. De octetregel gaat dus ook op voor de 3s3p valentieschil.

## 18-elektronenregel
Vanaf de vierde schil (N-schil en hoger) krijgen d-orbitalen van de lagere schil een plaats in de valentieschil. 
Voor de vierde periode is de valentieschil 3d4s4p (3d-obtalen uit de M-schil en 4s, 4p orbitalen uit de N-schil). De atomen aan het begin van deze periode streven in hun verbindingen naar een lege 3d04s04p0 valentieschil, wat overeenkomt met de edelgasconfiguratie van argon 1s22s22p63s23p6. De atomen aan het eind van de periode streven naar 18 valentieelektronen in een volle 3d104s24p6, wat resulteert in de configuratie van krypton,  1s22s22p63s23p63d104s24p6. De 3d4s4p valentieschil is dan gevuld met 18 elektronen. Dit is de basis voor de 18-elektronenregel, die ook van toepassing is op de hogere periodes. 
Een range van 18 elektronen verschil tussen vol en leeg is veel. Alleen door een samenspel van oxidatiegetal en coördinatiegetal kunnen de d-blok elementen in hun verbindingen aan de 18-elektronenregel voldoen. Soms vergt dit extreem hoge of lage oxidatiegetallen, soms hoge of lage coördinatiegetallen, en soms een combinatie ervan. In veel coördinatieverbindingen komen de atomen dan ook om uiteenlopende redenen niet toe aan een gesloten schil configuratie van 18 valentie-elektronen, wat niets afdoet aan het nut van deze 18-elektronenregel in de coördinatiechemie.   